# Autocrisi
Autocrisi è un romanzo di fantascienza sociologica dello scrittore italiano Piero Prosperi, pubblicato per la prima volta nel 1971.
Il romanzo è stato ripubblicato nel 1997 con il titolo Autocrisi. Le cronache americane ed è il primo romanzo di una trilogia dedicata al futuro dell'auto.

## Storia editoriale
Il romanzo è stato pubblicato per la prima volta nel 1971, ristampato nel 1976 in volume doppio abbinato al romanzo Nel nome dell'uomo di Gianni Montanari. Nel 1997 è stato ripubblicato, con il titolo Autocrisi. Le cronache americane, nell'antologia Autocrisi 2020, quest'ultima contenente anche il seguito del romanzo dal titolo Autocrisi 2020. Le cronache europee. La serie, composta da tre libri, si chiude con il romanzo Autocrisi³ (2021); quest'ultima opera riprende le vicende del primo libro della serie e vi si ritrovano due dei personaggi principali del romanzo del 1971, David Landis e Mike Springer.

## Trama
Negli anni 1990 l'Umanità ha avuto contatti con gli extraterrestri: i dakopiani. Le due maggiori società automobilistiche, la GenerAuto e la ChrysFord, che detengonio il quasi completo monopolio dell'industria dell'auto terrestre, capiscono che il pianeta di origine degli alieni costituisce un nuovo e ricco mercato e iniziano un'aggressiva politica per imporre la vendita dei loro prodotti. Su Dakopi vengono creati i presupposti per lo sviluppo del trasporto automobilistico mediante la costruzione di strade, autostrade, e l'apertura di fabbriche e autosaloni. I dakopiani ben presto si rendono conto del dazio da pagare in termini di incidenti e perdite di vita per lo sviluppo dell'automobilismo sul loro pianeta e decidono di rompere i contratti con la Terra imponendo alle industrie di operare notevoli miglioramenti nella sicurezza.
David Landis è un ricercatore della ChrysFord che, con un espediente, viene convinto a lasciare l'azienda per essere assunto dalla rivale GenerAuto e lì fare spionaggio industriale. Ben presto Landis ottiene la completa fiducia della nuova Società, riuscendo visionare i piani segreti per le autostrade automatiche. Tuttavia l'uomo viene scoperto e sottoposto alla cancellazione della memoria, procedimento che ne compromette le funzioni cerebrali. Per caso viene trovato da un dakopiano, Steinduck, appartenente a una lega che lotta contro la motorizzazione. Landis viene curato su Dakopi e riacquista la memoria, mettendo al corrente gli alieni del nuovo progetto delle strade automatiche che, pur promettendo un netto miglioramento della sicurezza stradale e un drastico calo delle morti per incidenti, non viene attuato dalle industrie, per i suoi alti costi economici. Grazie alle informazioni ottenute da Landis, Steinduck e la sua Lega obbligano la ChrysFord e la GenerAuto a implementare la nuova tecnologia nel sistema stradale terrestre e di Dakopi.

## Premi e riconoscimenti
L'opera ha vinto la prima edizione del Premio Italia, tenutasi a Trieste nel 1972, nella categoria "Romanzo o antologia personale".

## Edizioni
- Piero Prosperi, Autocrisi, Galassia, n. 150, Casa Editrice La Tribuna, 1971,  p. 152.
- Piero Prosperi, Autocrisi, in Nel nome dell'uomo/Autocrisi, Bigalassia, n. 35, Casa Editrice La Tribuna, 1976,  p. 308.
- Piero Prosperi, Autocrisi. Le cronache americane, in Autocrisi 2020, Narratori Europei di Science Fiction, n. 11, Perseo libri, 1997,  p. 314.
- Piero Prosperi, Autocrisi, Urania collezione, n. 98, Mondadori, 2011.